# Paul Parry
Paul Perry, né le 19 août 1980, est un footballeur international gallois évoluant dans le club de Preston North End.

## Carrière internationale
Paul Perry avait commencé sa carrière internationale le 18 février lors de la victoire 4-0 du Pays de Galles face à l’Écosse. Il marqua son premier but en sélection le 30 mai 2004 face au Canada. Il termina sa carrière internationale en 2008 après un match face à l'Azerbaïdjan.

### But inscrit
| # | Date        | Lieu                                       | Adversaire | Résultat | Compétition  |
| - | ----------- | ------------------------------------------ | ---------- | -------- | ------------ |
| 1 | 30 mai 2004 | Racecourse Ground, Wrexham, Pays de Galles | Canada     | 1 - 0    | Match amical |

## Vie personnelle
Paul Perry a une aviophobie, c'est-à-dire la peur de prendre l'avion, comme Dennis Bergkamp. Cette phobie lui pose des problèmes quand il doit traverser la Grande-Bretagne pour jouer un match.

## Palmarès
Cardiff City
- Finaliste de FA Cup 2007-2008